# Wronki Wielkie
Wronki Wielkie (Duits: Groß Wronken; 1938-1945: Winterberg) is een plaats in het Poolse woiwodschap Ermland-Mazurië, in het district Gołdapski. De plaats maakt deel uit van de stad- en landgemeente Gołdap.